# The Veronicas
The Veronicas é uma banda de pop rock da Austrália. A banda foi formada em 2004, em Brisbane, na Austrália, pelas irmãs gêmeas Jessica e Lisa Origliasso. 
Elas têm três álbuns de estúdio, sendo o primeiro o The Secret Life of... em 2005. O álbum ganhou uma certificação de platina quatro vezes, para mais de 280 mil vendas. The Secret Life Of... gerou cinco compactos, incluindo os três compactos entre as dez mais da Austrália. 
O duo lançou o seu segundo álbum Hook Me Up, em 2007, também ganhou uma certificação de platina duas vezes. O álbum teve quatro compactos entre as dez mais da Austrália. A faixa título do álbum, "Hook Me Up", foi o número um na Austrália.  
O terceiro álbum, auto-intitulado, foi lançado em 2014  
The Veronicas não gostam de ser chamadas de dupla feminina. “Nós gostamos de ser chamadas de banda ou grupo. Nós não queremos ser uma dupla pop com duas garotas cantando sobre relações, nós temos tudo que uma banda de rock teria, então nós somos uma banda”.

## História
Nascidas e criadas na cidade Brisbane, na Austrália, no subúrbio de Albany Creek, e estudantes da Wavell State High School, as gêmeas idênticas Jessica Louise e Lisa Marie Origliasso (pronuncia-se “Oriliasso”) nasceram  no Natal de 1984. Começaram na carreira musical muito cedo, com cinco anos, primeiro apresentando-se em programas de televisão e atuando em teatros locais, depois tocando nas bandas que montaram: "Lisa e Jessica", e mais tarde, "The Teal". Com a mesma idade, elas entraram para um curso de teatro, do qual elas gostavam muito e por ali, perceberam que queriam ficar para sempre na carreira artística. Mas as irmãs descobriram que gostavam mais de música, então, decidiram largar o clube e ter aulas particulares de canto, apresentando-se por Brisbane e pela costa da Austrália nos próximos anos. Foi daí que adquiriram toda sua experiência e presença de palco.
Na adolescência, influenciadas por artistas como Roy Orbison e bandas como AC/DC, formaram The Veronicas, nome baseado no personagem de Winona Ryder no filme Heathers, e começaram a experimentar de tudo, especialmente após Jess ganhar sua primeira guitarra no aniversário de dezoito anos: de rock a hip hop e R&B, até atingirem um estilo musical próprio, que ainda atrairia a atenção de muita gente.
Jessica e Lisa também realizaram pequenas peças em vários  canais televisão, incluindo um papel recorrente na vida curta 2001 australiana Cybergirl séries infantis, onde se retratou irmãs gémeas: Lisa jogou o personagem Safira, enquanto Jessica apareceu como Esmeralda. Em seu aniversário de dezoito anos Jessica recebeu a sua primeira guitarra, com as meninas este começou a escrever e cantar músicas.
Em 2004, Lisa e Jessica foram introduzidas para o director da Bell Hughes Music Group (BHMG), Hayden Bell. Depois de produzir algumas gravações demo com as gêmeas, Bell convidou-as a assinar um acordo com a publicação Excalibur Productions (uma subsidiária da BHMG). No processo, Bell contribuiu para facilitar a sua progressão no estilo musical de pop acústico com a maior aproximação rítmicos pop rock que agora é sua marca registrada. Sobre a resistência dessas demonstrações, Bell levou-as a cumprir os executivos no Engine Room (uma subsidiária da PBL) e foram imediatamente assinado para uma produção especial. 
Para continuar a desenvolver as suas aptidões canção escrita, Bell ligado internacionalmente aclamado songwriters com eles e os produtores, incluindo Magness Cliff (que tem por Avril Lavigne escrita), Billy Steinberg (Madonna, Cyndi Lauper), Eric Nova, Dead Mono e Vince DeGiorgio, onde eles criaram um catálogo de mais de 50 canções. 
As reuniões foram organizadas em seguida com a Warner Bros Records no E.U.A.. Seymour Stein e altos executivos reconheceu que havia de facto descoberto e desenvolvido um talento musical único, assinando-as rapidamente para gravar um contrato com a Warner Bros Records / Sire America, relatada por um montante de 2 milhões de dólares.
Bell, em seguida, tomou uma das Veronicas a canção intitulada All About Us e colocá com t.A.T.u., uma banda russa, e tornou-se um enorme hit mundial. Na Austrália, ele colocou sua música "What's Goin' On", com Casey Donovan e da canção "Faded" por Kate DeAraugo. Ambos estes artistas foram os vencedores do Concurso Australian Idol. "What's Going On", também foi colocada por Bell sobre o cantor pop japonês Miz do álbum.

### The Secret Life of...

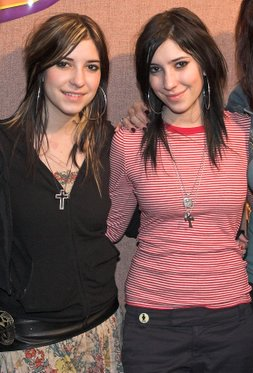
Lisa e Jessica em 2005.

Em 2005 lançaram seu primeiro álbum, intitulado The Secret Life of ..., foi liberado na Austrália em 17 de outubro de 2005. Devido ao sucesso do álbum, cinco compactos foram lançadas na Austrália. Os compactos '4ever', 'Everything I'm Not', 'When It All Falls Apart', 'Revolution' e 'Leave Me Alone'. 
The Secret Life of ... Em setembro de 2006, o álbum foi nomeado para prémios, incluindo 3 ARIA; "Best Pop Release", Highest Selling Album" e "Best Breakthrough Album". Elas venceram "Best Pop Release", mas perdeu as outras duas para outros nomeados.
O álbum foi lançado nos Estados Unidos em 14 de fevereiro de 2006, que estreou em #133 na Billboard 200 e #3 sobre o Billboard Top Heatseekers gráfico. Apenas dois compactos foram liberados nos Estados Unidos fora do álbum. Um DVD especial foi liberado com os E.U.A. versão como uma edição limitada exclusiva. A edição limitada incluiu duas canções e vídeos extras, e só estava disponível online. No entanto, foram encontrados exemplares de ter sido transportado para várias lojas assim como na Austrália. Outros releases em incluindo os E.U.A. Sessions @ AOL, que apresenta as suas canções "Heavily Broken" e "Revolution" ao vivo na AOL estúdios, também foi liberado The Veronicas: Mtv.com EP Live, que também apresenta performances ao vivo de suas canções, incluindo uma nova canção , Intitulado "Stay". 
O álbum também tem tido sucesso em outros países como Nova Zelândia. Devido ao seu sucesso na Bélgica elas ganharam o prêmio de Melhor Artista Novo Internacional, no TMF Awards de 2006. "When It All Falls Apart" gastaram um recorde de 17 semanas de MTV da Ásia. A música foi gravada em Simlish e é destaque na expansão pack Sims 2 Seasons. No início de 2007, The Secret Life of ... foi lançada em todo o mundo. 

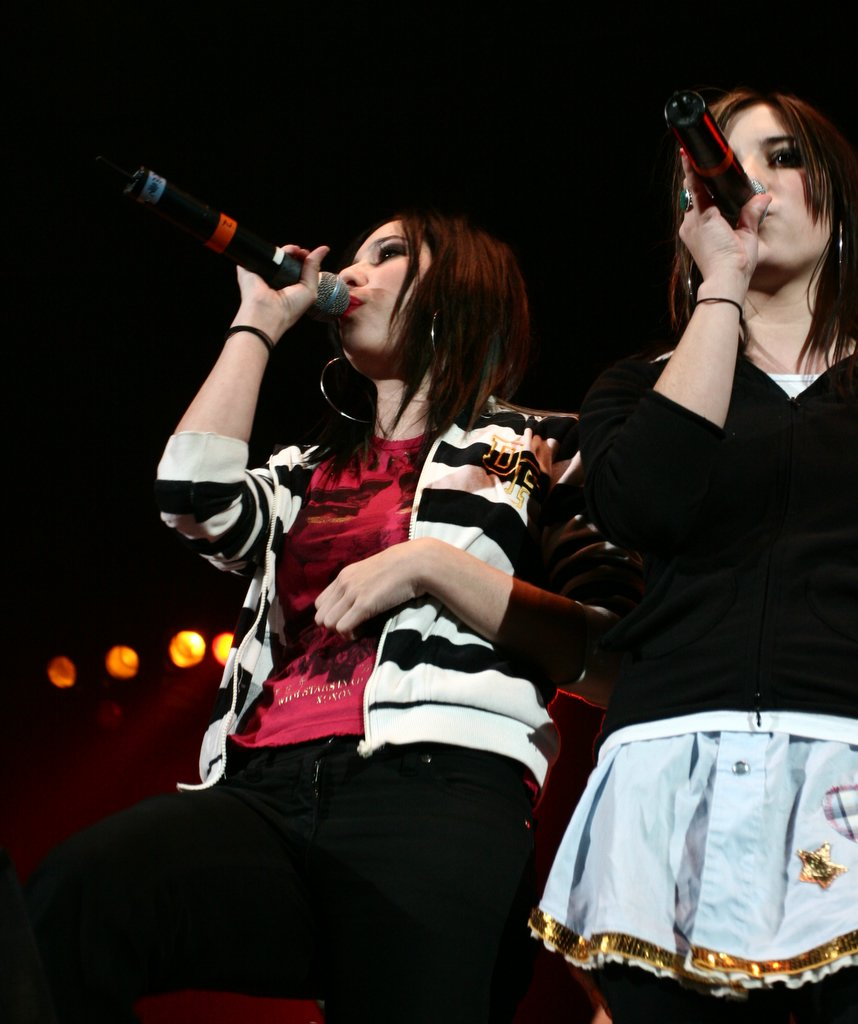
The Veronicas durante show em 2005.

Em agosto de 2005, a dupla foi processada pela Archie Comics, que dizia que o nome da banda infringia diretamente os direitos da editora sobre a marca mundialmente famosa e a banda não poderia mais usar o nome nem lançar quaisquer produtos utilizando-o, mas dois meses depois tudo foi acertado e um acordo foi feito. As meninas até apareceram na capa da edição de Dezembro do gibi.
Durante Outubro e Novembro de 2005, o grupo viajou pelos Estados Unidos com The Click Five, ambos abrindo os concertos de Ryan Cabrera. As garotas também foram chamadas por Calvin Klein para serem os rostos da campanha de outono do estilista.
Em 2006 o sucesso da dupla só continuou crescendo. Nos meses de Janeiro, Fevereiro e Março elas começaram sua própria turnê pelos Estados Unidos, continuando-a em Maio e Junho agora em sua terra natal, a Austrália. O sucesso da dupla foi tanto, que elas precisaram fazer um concerto extra na sua cidade natal. Mais tarde no mesmo ano, o grupo abriu os concertos de uma das artistas do público jovem de maior sucesso do momento, Ashlee Simpson. Ainda em 2006, as garotas concorreram em três categorias no VMA australiano: melhor vídeo pop por "4ever", melhor vídeo do ano com "4ever" e melhor artista revelação. Levaram os dois últimos, os primeiros prêmios de sua carreira. Na premiação também fizeram se apresentaram.

### Hook Me Up
Em 2007 começou a trabalhar no seu segundo álbum. O álbum foi escrito e gravado em Los Angeles com Toby Gad, Billy Steinberg e John Feldmann. 
Hook Me Up foi lançado na Austrália em 3 de novembro de 2007. O álbum estreou no número dois no Australian ARIA Álbuns Gráfico com as vendas de 9531 exemplares em sua primeira semana e foi certificada Ouro e desde então tem 2x platina. O álbum se tornou o vigésimo oitavo álbum de venda mais elevados na Austrália para 2007. 
O chumbo a partir do único álbum, "Hook Me Up", foi acrescentado à rádio australiana em 27 de agosto de 2007, mas foi liberado fisicamente em 22 de setembro de 2007 e estreou no número cinco acabaram atingindo um número de sete semanas após a tomada ARIA Singles Chart é seu primeiro hit número um na Austrália. 
"Untouched", foi disponibilizado nas lojas on-line em 8 de dezembro de 2007 e se tornou o primeiro a ser liberado de seu álbum nos Estados Unidos, Europa e Nova Zelândia. A canção chegou a número 2 na Austrália. 
Seu terceiro compacto "This Love" foi lançado em 10 de março de 2008 e 14 de abril digitalmente fisicamente. Ele estreou no número 14 antes de atingir o pico é no número 10 e foi certificada Ouro. 
"Take Me On The Floor", seu quarto compacto, foi libertado em 26 de julho de 2008 como um download digital e atingiu um pico de número sete, em sua segunda semana antes de a canção foi fisicamente lançadas em 24 de agosto de 2008. 
Em 11 de outubro de seu quinto compacto, "Popular" foi lançado digitalmente na Austrália. 
Em apoio do álbum The Veronicas embarcou em sua terceira turnê australiana The Hook Me Up Tour em 2007. A turnê, que teve início no dia 30 de novembro e concluiu em 12 de dezembro, foi realizada em oito cidades importantes ao redor da Austrália. 
Em setembro de 2008 os nomeados para a 22 ª anual ARIA Awards foram anunciados com The Veronicas recebendo quatro nomeações. Hook Me Up recebeu duas nomeações para Melhor lançamento Pop e venda mais elevado Untouched e Hook Me Up recebeu uma nomeação para cada venda mais elevado. The Veronicas realizaram seu hit "Untouched" no evento, mas deixou sem prêmios. 
Em 16 de outubro de 2008 The Veronicas anunciou a Revenge Is Sweeter Tour, que será a sua primeira digressão a prorrogar para a Nova Zelândia, com início em 13 de fevereiro de 2009 em Newcastle e continuada por 15 outras datas concluindo em Dunedin em 7 de março de 2009 com o show a ser apoiados pelo  Metro Station, Short Stack e P-Money.

### Revenge Is Sweeter Tour DVD
Gravado no Palais Theatre, em Melbourne, nos dias 24 e 25 de fevereiro de 2009 durante a turnê mundial de divulgação do álbum ‘Hook Me Up’. O setlist do concerto foi composto por músicas dos dois primeiros álbuns da banda, e algumas b-sides como “Everything”.
O show mostra que houve um grande amadurecimento instrumental e principalmente vocal da banda. O "Revenge Is Sweeter tour (DVD) conta ainda com momentos bem dançantes, e alguns, mais íntimos.

### 2010-2013: Life On Mars e outras experiências musicais

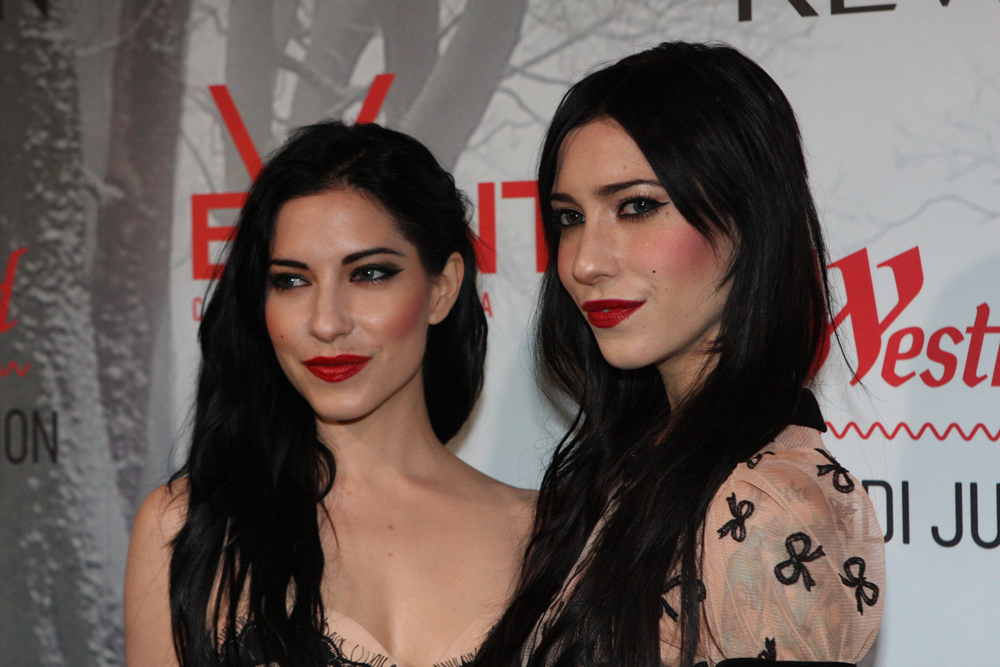
Lisa e Jessica em Sydney, Premiere do Filme Branca de Neve e o Caçador.

Jess e Lisa começaram a escrever para seu novo álbum em 2010, depois de uma pequena pausa. “Nós precisávamos de um tempo já que estávamos em turnê há uns 7 anos e estávamos prestes a arrancar uma o cabelo da outra”, diz Lisa. Em 2012 foi anunciado seu novo cd, intitulado Life On Mars, que tinha Lançamento previsto para Setembro/Outubro. Porém Lisa disse que o lançamento foi adiado para 2013, por decreto da gravadora. “Gravadoras fazem o que elas querem, quando querem,” disse Lisa. “Infelizmente, nós estamos à mercê de suas decisões. Mas o legal é que temos todo o controle criativo da arte que fazemos”. Em 27 julho de 2012 foi lançado o primeiro single do novo Álbum, chamado Lolita. Elas também vinham mostrado em algumas apresentações algumas músicas de Life on Mars, tais como: "Cold", "Let Me Out", "Dead Cool" e "Baby I'm Ready".
Lisa também começou um grupo, chamado "The Dead Cool Dropouts", com seu amigo Tyler Bryant. O novo album foi adiado várias vezes e acabou tendo seu lançamento cancelado pela gravadora.
Em 26 de Outubro de 2013, The Veronicas anunciou através de sua página oficial no Facebook que haviam deixado a Warner Bros. Records.

### 2014-presente: The Veronicas
Em Março de 2014, The Veronicas iniciou uma série de minidocumentários na internet, intitulada "Did You Miss Me?", sobre o processo de produção de um novo álbum. Logo depois foi anunciado que elas haviam assinado um contrato com a Sony Music e o aguardado terceiro álbum seria lançado no final de 2014.
Em 5 de Setembro foi anunciado que o primeiro single do retorno da banda, You Ruin Me, seria lançado em 19 de Setembro. Foi confirmado pela revista Billboard que o álbum seria chamado The Veronicas e lançado em Novembro.
O segundo single If You Love Someone foi lançado dia 5 de Novembro e o terceiro, Cruel, no início de 2015.
Em apoio ao álbum a banda iniciou a turnê Sanctfied pela Austrália e Reino Unido.

## Integrantes
Formação atual
- Lisa Marie Origliasso – Vocal

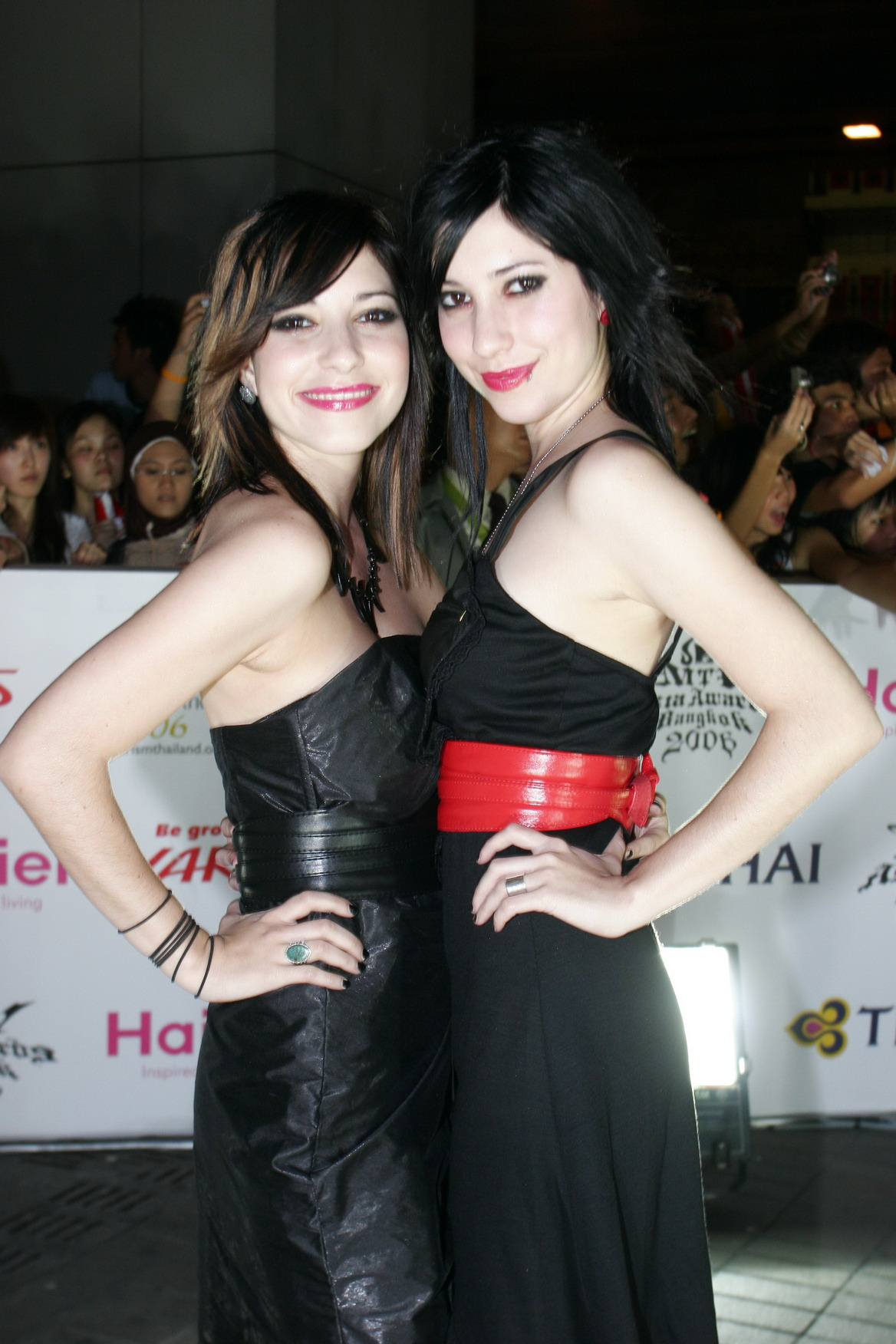
Lisa e Jessica no MTV Asia Awards 2006.

- Jessica Louise Origliasso – Vocal, guitarra

Ex-integrantes
- Mike Sherman – Baixo
- George "Jungle George" – Guitarra
- Sebastian Gregory "Chilli" – Bateria
- Paul de Vicenzo "Baby Paulie" – Baixo
- Robert P. Guariglia "Robbie G." – Guitarra
- Ethan Roberts – Guitarra
- Josh Paul – Baixo
- Vikk Foxx – Bateria

## Discografia

### Álbuns de estúdio
- The Secret Life of... (2005)
- Hook Me Up (2007)
- The Veronicas (2014)
- Godzilla (2021)
- Human (2021)

### Álbuns de compilações
- Complete (2009)

### Álbuns ao vivo
- Exposed... The Secret Life of The Veronicas (2006)
- Revenge Is Sweeter tour (DVD) (2009)

### EPs
- Sessions@AOL (2006)
- Unplugged: The Veronicas (2006)
- The Veronicas: Mtv.com Live EP (2006)
- Untouched: Lost Tracks (2009)

### Singles
- "4ever" (2005)
- "Everything I'm Not" (2005)
- "When It All Falls Apart" (2006)
- "Revolution" (2006)
- "Leave Me Alone" (2006)
- "Hook Me Up" (2007)
- "Untouched" (2007)
- "This Love" (2008)
- "Take Me on the Floor" (2008)
- "Popular" (2008)
- "Lolita" (2012)
- "You Ruin Me" (2014)
- "If You Love Someone" (2014)
- "Cruel" (2015)
- On Your Side (2016)
- "The Only High" (2017)
- "Ugly" (2019)
- Biting My Tongue" (2020)
- "Sugar Daddy" (2021)
- "Goodbye" (2021)